# Francis Frith
Francis Frith (ur. 31 października 1822 w Chesterfield, zm. 25 lutego 1898 w Cannes) – angielski fotograf, podróżnik i wydawca, jeden z pierwszych fotoreporterów.
Początkowo prowadził sklep spożywczy i drukarnię. W 1850 zainteresował się fotografią i założył w Liverpoolu studio Frith & Hayward. W 1853 był współzałożycielem Liverpool Photographic Society. W latach 1856–1860 odbył trzy podróże na Bliski Wschód i do północnej Afryki, odwiedził m.in. Palestynę, Egipt i Nubię. Plonem tych wypraw był zbiór fotografii miejsc nieznanych jeszcze w Europie, w czasie ostatniej wyprawy Frith dotarł aż do VI. katarakty Nilu. W trakcie podróży musiał rozwiązać poważne problemy techniczne, zdjęcia wykonywane były za pomocą procesu kolodionowego, wiązało to się z koniecznością transportu ciemni i dużej ilości odczynników chemicznych.
Po powrocie do Anglii Frith opublikował swój dorobek m.in. wydając albumy i pocztówki. W 1859 założył firmę Francis Frith & Co, która zajęła się masową dystrybucją fotografii, albumów, książek i ilustracji. Początkowo dokumentowana była Wielka Brytania, później zatrudnieni fotograficy dostarczali zdjęć z całego świata m.in. z Chin i Indii. Po śmierci założyciela firmę prowadzili jego potomkowie aż do 1968. Dorobkiem Francis Frith & Co, obejmującym ponad 300 000 negatywów i odbitek zajmuje się obecnie założona w 1976 Francis Frith The Collection.

## Galeria

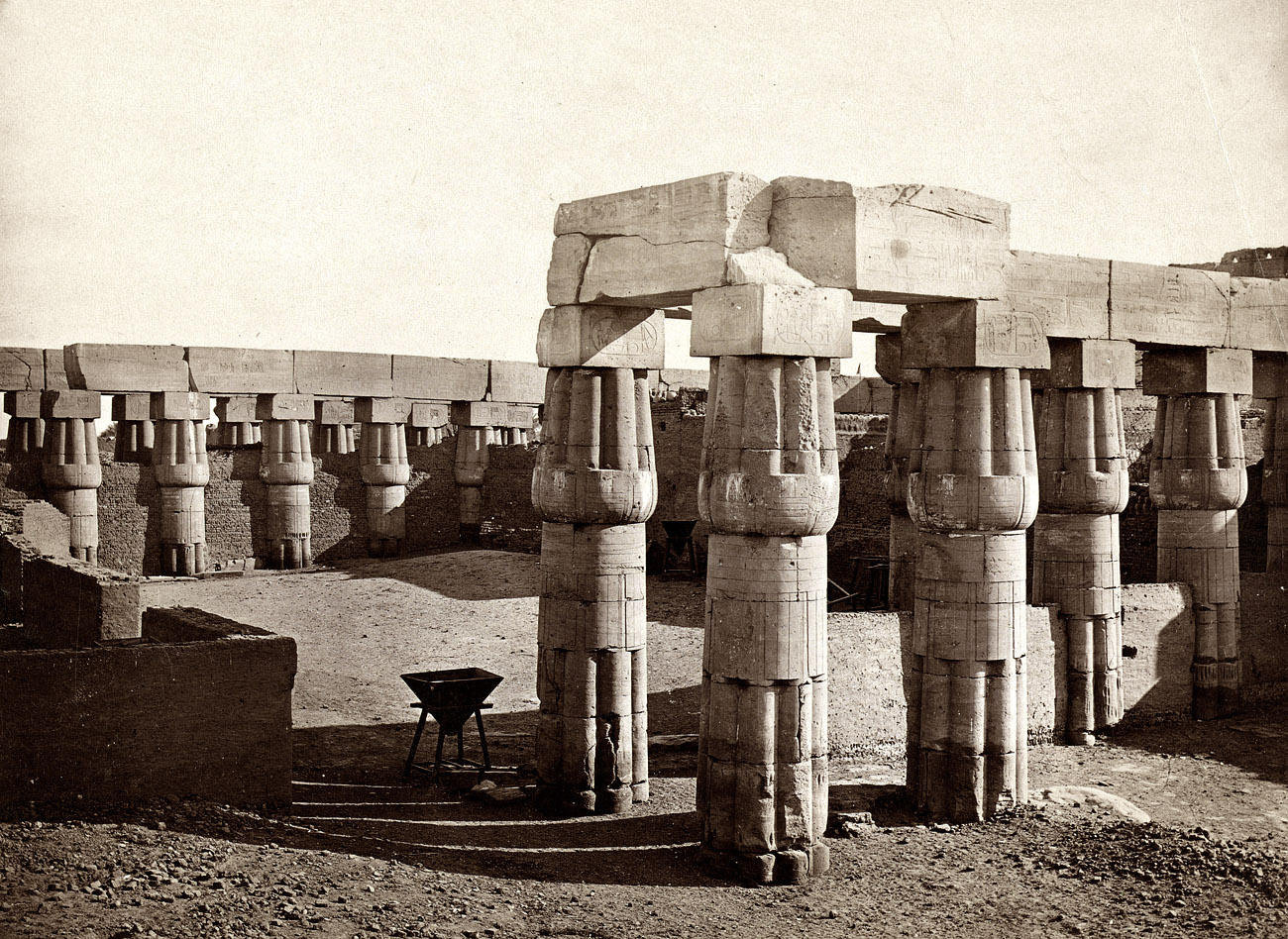
Luksor, 1858
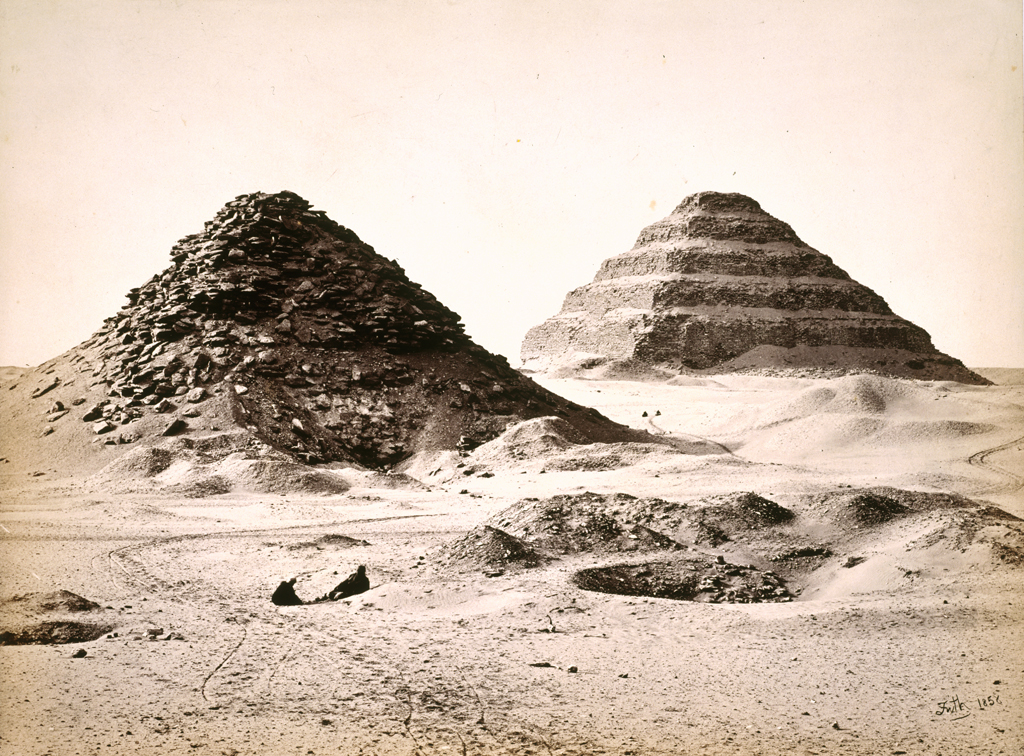
Piramidy w Sakkarze (Userkafa i Dżesera), 1858
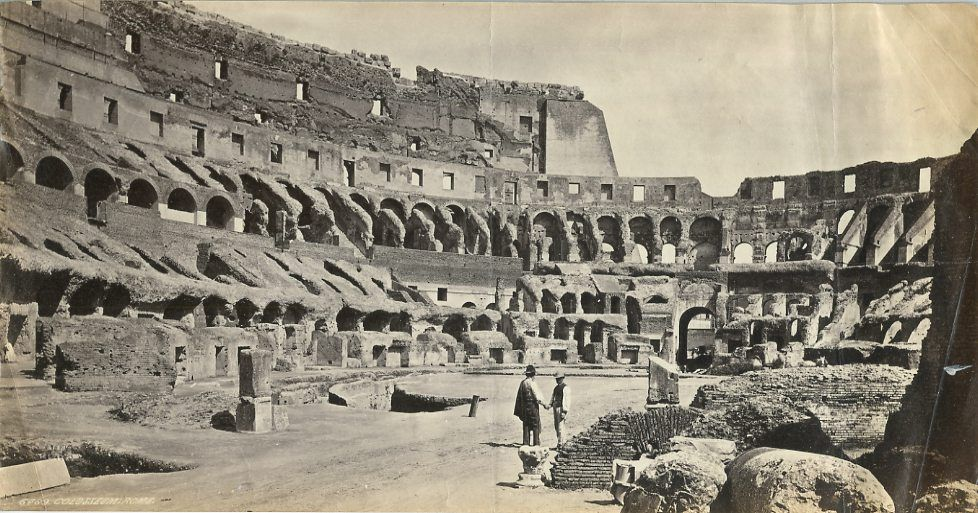
Koloseum w Rzymie, 1870
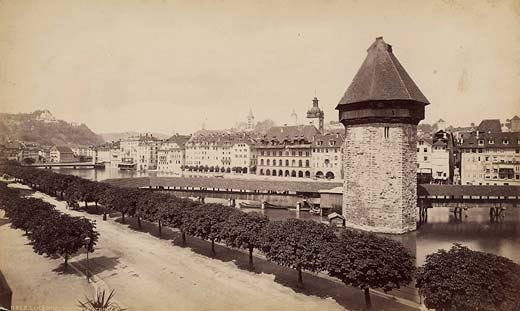
Lucerna, przed 1885